# Allgemeine Zeitung
Allgemeine Zeitung fue un periódico alemán publicado entre 1798 y 1929.

## Historia
Fue concebido en 1794 por el conocido librero Johann Friedrich Cotta de Tubinga, que invitó a Schiller a que supervisara la empresa. Schiller, sin embargo, declinó el ofrecimiento, por lo que fue Cotta quien se tuvo que encargar inicialmente de la labor de editor jefe, hasta que Ludwig Ferdinand Huber se hizo más tarde con el puesto. El periódico publicó sus primeros números en Tubinga, en 1798, bajo el nombre de Neuste Weltkunde. Sin embargo, el 8 de septiembre de 1798, después de sufrir una sanción bajo dicho nombre, pasó a denominarse Allgemeine Zeitung.
El periódico pasó posteriormente por Stuttgart y Ulm. Debido a ciertas complicaciones relacionadas con la censura en Wurtemberg, se trasladó nuevamente a la ciudad de Augsburgo, donde ya publicaba hacia 1810, debido al mayor liberalismo del gobierno bávaro. En alusión al lugar de publicación, Allgemeine Zeitung era denominado con frecuencia en periódicos ingleses y franceses como «Augsburg Gazzette» o «Gazette d'Augsbourg». Después de la muerte de Huber en 1804, la dirección del Allgemeine Zeitung pasó a Stegmann, que había estado relacionado con el servicio diplomático prusiano. El Allgemeine Zeitung tenía corresponsales en todos los países de Europa, y distintos gobiernos publicaban artículos semioficiales en él. Los suplementos contenían con frecuencia noticias literarias, especialmente breves reseñas de publicaciones de índole política y breves notas biográficas de personajes conocidos. A pesar de su buena calidad, se afirmó del periódico que tenía una tirada reducida, algunas fuentes citaban alrededor de 5000 ejemplares en 1823, mientras que otras reducirían este número de ejemplares a 1500-2000. En 1882 se trasladó a Múnich, publicando el último número el 29 de julio de 1929.